# Trichophoroides variolosum
Trichophoroides variolosum là một loài bọ cánh cứng trong họ Cerambycidae.